# خورخي دي سينا
خورخي دي سينا (بالبرتغالية: Jorge de Sena‏) هو مترجم وكاتب وشاعر برتغالي، ولد في 2 نوفمبر 1919 في لشبونة في البرتغال، وتوفي في 4 يونيو 1978 في سانتا باربارا في الولايات المتحدة.

## وصلات خارجية
- خورخي دي سينا على موقع IMDb (الإنجليزية)
- خورخي دي سينا على موقع الموسوعة البريطانية (الإنجليزية)
- خورخي دي سينا على موقع ميوزك برينز (الإنجليزية)
- خورخي دي سينا على موقع ديسكوغز (الإنجليزية)
- خورخي دي سينا على موقع قاعدة بيانات الفيلم (الإنجليزية)